# Syktyvkar
Syktyvkar, mellan 1780 och 1930 Ust-Sysolsk (ryska: Усть-Сысольск), är huvudstad och största stad i Komi, Ryssland, och har cirka 240 000 invånare. 

## Sport

### Bandy
Bandyklubben Stroitel som bildades 1947 kommer härifrån och de spelar i den högsta divisionen. Huvudtränare är Pavel Frants som spelade många säsonger i Sverige.
Det är avtalat att en hall ska byggas i tid för VM 2021, som skulle spelas i Syktyvkar. VM i bandy 2021 i ställdes på grund av coronapandemin, och Man beslöt då att spela VM 2022 i Syktyvkar. Efter Rysslands invasion av Ukraina den 24 februari 2022 drog sig Finland och Sverige ur det planerade mästerskapet.